# Liste der Baudenkmale in Rothemühl
In der Liste der Baudenkmale in Rothemühl sind alle denkmalgeschützten Bauten der vorpommerschen Gemeinde Rothemühl und ihrer Ortsteile aufgelistet. Grundlage ist die Veröffentlichung der Denkmalliste des Kreises Uecker-Randow mit dem Stand vom 1. Februar 1996. 

## Legende
In den Spalten befinden sich folgende Informationen:
- ID-Nr: Die Nummer wird von den Denkmalämtern der Landkreise vergeben. Wenn sie nicht bekannt ist, bleibt die Spalte leer. In dieser Spalte kann sich zusätzlich das Wort Wikidata befinden, der entsprechende Link führt zu Angaben zu diesem Denkmal bei Wikidata.
- Lage: die Adresse des Denkmales und die geographischen Koordinaten.
Link zu einem Kartenansichtstool, um Koordinaten zu setzen. In der Kartenansicht sind Denkmale ohne Koordinaten mit einem roten bzw. orangen Marker dargestellt und können in der Karte gesetzt werden. Denkmale ohne Bild sind mit einem blauen bzw. roten Marker gekennzeichnet, Denkmale mit Bild mit einem grünen bzw. orangen Marker.
- Bezeichnung: Bezeichnung, so wie sie in den offiziellen Listen der Denkmalämter steht. Ein Link hinter der Bezeichnung führt zum Wikipedia-Artikel über das Denkmal. Wenn die Bezeichnung der Denkmalämter inhaltlich fehlerhaft ist, ist in der Spalte „Beschreibung“ darauf hinzuweisen.
- Beschreibung: Beschreibung des Denkmales
- Bild: ein Bild des Denkmales und gegebenenfalls einen Link zu weiteren Fotos des Denkmals im Medienarchiv Wikimedia Commons

## Baudenkmale nach Ortsteilen

### Rothemühl
| ID | Lage                  | Bezeichnung | Beschreibung | Bild |
| -- | --------------------- | --- | --- | --- |
|    | Dorfstraße 4 (Karte)  | Bauernhof (ehem. Glashütte) mit Wohnhaus, Stall, Mauer und Schuppen                                               | | |
|    | Dorfstraße 5 (Karte)  | Haustür | | |
|    | Dorfstraße 38 (Karte) | Pfarrhaus und Pumpe                                                                                               | | |
|    | Dorfstraße 41 (Karte) | Wohnhaus | | |
|    | Dorfstraße 61 (Karte) | Gasthaus | | |
|    | Dorfstraße 77 (Karte) | Wohnhaus und Stall                                                                                                | | |
|    | (Karte)               | Friedhof mit guss- und schmiedeeisernen Grabgittern, Grabmal Lücke, Soldatengräbern und Grabstelle Otto Bruchwitz | | Friedhof mit guss- und schmiedeeisernen Grabgittern, Grabmal Lücke, Soldatengräbern und Grabstelle Otto Bruchwitz |
|    | (Karte)               | Kirche | Die Kirche in Rothemühl wurde 1879 als Notkirche errichtet. Sie ist ein rechteckiger Backsteinbau mit zwei Staffelgiebeln. Seitenwände und Giebel sind mit Lisenen gegliedert. Die Fenster des vierachsigen Baus haben Spitzbögen. | Kirche |
|    |                       | Wegweiser (im Bereich des Forstamtes Rothemühl, Revier Nettelgrund und Rothemühl)                                 | | |

## Bewegliche Denkmale
| ID | Lage | Bezeichnung                         | Beschreibung | Bild |
| -- | ---- | ----------------------------------- | ------------ | ---- |
|    |      | Rothemühl Glocke (auf dem Friedhof) |              |      |

## Quelle
- Bericht über die Erstellung der Denkmallisten sowie über die Verwaltungspraxis bei der Benachrichtigung der Eigentümer und Gemeinden sowie über die Handhabung von Änderungswünschen (Stand: Juni 1997)